# Wyspa skarbów (film 1934)
Wyspa skarbów (ang. Treasure Island) – film przygodowy z 1934 roku, zrealizowany według powieści Roberta Louisa Stevensona o takim samym tytule.

## Opis fabuły
W trakcie walki o odzyskanie zakopanych pirackich skarbów, młody Jim Hawkins (Jackie Cooper) musi wybrać między lojalnością dla jego dobroczyńcy a sympatią do łobuza Long Johna Silvera (Wallace Beery).

## Obsada
- Wallace Beery – Long John Silver
- Jackie Cooper – Jim Hawkins
- Lionel Barrymore – Billy Bones
- Otto Kruger – Doktor Livesey
- Lewis Stone – Kapitain Smollett
- Nigel Bruce – Squire Trelawney
- Charles "Chic" Sale – Ben Gunn
- William V. Mong – Pew
- Charles McNaughton – Black Dog
- Dorothy Peterson – pani Hawkins
- Vernon Downing – Inn Boy
- Douglass Dumbrille – Israel Hands
- Edmund Breese – Job Anderson
- Olin Howland – Dick
- Charles Irwin – Abraham Gray
- Edward Pawley – William O'Brien